# Michael Wandmacher
Michael Wandmacher, född 29 oktober 1967 i Minneapolis i Minnesota, är en amerikansk kompositör, som arbetar inom film, TV och dator/TV-spel. Han har arbetat med ett flertal välkända projekt, såsom Piranha 3D, Punisher: War Zone, Bloodborne, Twisted Metal, och The Goldbergs. Bland hans senaste verk märks actionskräckfilmen Underworld: Blood Wars, där han var efterträdare till Paul Haslinger och Marco Beltrami.

## Liv och karriär
Michael Wandmacher föddes i Minneapolis. Han påbörjade sin karriär genom att komponera musik till lokala nyhetsmedier och TV-reklamer, innan han slutligen gick över till att arbeta med kort- och långfilmer, gjorda av lokala filmskapare. Han kom sedan vid ett senare tillfälle att träffa på Alan Silvestri, som bjöd in honom till att delta i ett flertal sessioner, hemma hos honom i Los Angeles. De kom sedan att komponera musiken till flera av Jackie Chans filmer (de engelskspråkiga utgåvorna), såsom Armour of God och The Legend of Drunken Master. Wandmacher valde därefter att flytta hela vägen ner till Los Angeles, där han kom att bosätta sig helt och hållet.
Wandmachers verk består till största delen av genrefilmer, där skräck- och thrillerfilmer innehar en stor roll i denna kategori. År 2015 komponerade han även musiken till actionrollspelet Bloodborne.

## Arbeten (i urval)

### Filmer
- 1986 – Armour of God
- 1992 – Twin Dragons
- 1993 – Once a Cop
- 1994 – The Legend of Drunken Master
- 2001 – The Accidental Spy
- 2001 – Max Keebles stora flytt
- 2003 – From Justin to Kelly (med Gregory Siff)
- 2004 – Crimes of Fashion
- 2005 – Cry Wolf
- 2007 – The Killing Floor
- 2008 – Never Back Down
- 2008 – Punisher: War Zone
- 2009 – My Bloody Valentine 3D
- 2009 – Ben 10: Alien Swarm
- 2010 – Freakonomics
- 2010 – Piranha 3D
- 2011 – Drive Angry
- 2012 – Werewolf: The Beast Among Us
- 2013 – The Haunting in Connecticut 2: Ghosts of Georgia[3]
- 2013 – The Last Exorcism Part II
- 2014 – 13 Sins
- 2016 – Underworld: Blood Wars
- 2017 – Voice from the Stone
- 2018 – Patient Zero

### TV-serier
- 2002 – She Spies (TV-serie)
- 2006 – South Beach (TV-serie)
- 2013–2023 – The Goldbergs (TV-serie)
- 2018 – Into the Dark (TV-serie)
- 2019 – Schooled (TV-serie)

### Spel
- 2005 – Madagascar
- 2010 – Singularity (med Charlie Clouser)
- 2012 – Twisted Metal
- 2015 – Bloodborne (med Ryan Amon, Tsukasa Saitoh, Yuka Kitamura, Nobuyoshi Suzuki och Cris Velasco)